# Torre dell'orologio (Campobello di Mazara)
La Torre dell’orologio di Campobello di Mazara è un’opera in muratura ubicata nella centralissima via Roma all’altezza del bivio con la via Cavour che da lì inizia a schiudersi. La Torre quindi dal lato principale domina la via Cavour, dal lato opposto invece sovrasta la piccola piazza Mercato. Quest'ultima ha una certa importanza storica, essendo stata una delle più antiche e vivaci piazze del paese. Costruita nel XIX secolo la Torre dell’orologio è simbolo del comune di Campobello di Mazara.

## Storia e descrizione
La Torre dell’orologio è stata costruita a spese della amministrazione pubblica. L'inizio dei lavori di fabbricazione risale al 1859, la sua inaugurazione al 6 marzo del 1877. La Torre ha una base quadrata ed è alta circa venti metri, la struttura è realizzata in conci di tufo, materiale da costruzione tipico della cittadina trapanese, famosa proprio perché vi si trovano le Cave di Cusa dalle quali si estraeva il materiale che serviva per costruire i Templi di Selinunte, compresi i rocchi di tufo per le colonne. Le facciate esterne della Torre sono adornate con motivi floreali ed eclettici: la balaustra lapidea a trafori, le metope a fiori, le monofore ad archi e peducci, il fregio a triglifi e i rosoni a foglie e fiori dell’orologio. Nella parte superiore della Torre trovano posto due campane bronzee alle quali si accede tramite una piccola scala a chiocciola. La campana che suona le ore proviene dal Palazzo Reale di Palermo, quella che suona i quarti è stata fusa in paese nel 1874. In cima alla Torre, infine, svetta l’orologio comunale che presenta un quadrante per ogni lato.
Negli anni 60 del XX secolo l’Amministrazione comunale ha fatto costruire all’interno della piazza Mercato un fabbricato destinato a uffici. La costruzione ha stravolto la sistemazione urbanistica del luogo cancellando di fatto la possibilità che in quello spazio si potesse effettuare il mercato cittadino. Recentemente l’Amministrazione comunale ha deciso di demolire l’ormai vecchio fabbricato costruito in precedenza, ripristinando così lo spazio urbanistico originario, realizzando nuovamente una piazza, con adeguata pavimentazione, arredi esterni e specifica illuminazione.